# Clemens Walch
Clemens Walch (Rum, 10 luglio 1987) è un calciatore austriaco, centrocampista dell'Inzing.

## Carriera
Dal 2008 al 2010 gioca nella squadra riserve dello Stoccarda. Esordisce in prima squadra giocando la settima e l'ottava giornata del campionato 2009-2010.
Nella stagione 2010-2011 gioca 12 partite in campionato con la maglia del Kaiserslautern.